# Proyecto de Transferencia de Agua Sur-Norte
El Proyecto de Transferencia de Agua Sur-Norte (en chino: 南水北调工程) es un proyecto de infraestructura de varias décadas de la República Popular de China para utilizar mejor los recursos de agua en ese país asiático. 
Esto se debe a que el área muy industrializada del norte de China tiene una precipitación mucho menor y sus ríos se están secando. El proyecto incluye una etapa occidental, una central y una ruta oriental. 
Las rutas tienen como objetivo desviar el agua del río Yangtze hacia el río Amarillo y el río Hai. 
- La ruta oriental utiliza el transcurso del Gran Canal.
- La ruta central es la parte alta del río Han (un afluente del río Yangtsé) a Pekín y Tianjin, y
- La ruta occidental se encuentra en la cabecera occidental de los ríos donde el Yangtze y el río Amarillo están más cerca uno del otro.

Este proyecto va a desviar 44.800 hectómetros cúbicos de agua al año del sur al norte.